# Crim contra la humanitat
Un crim contra la humanitat és un terme de dret internacional que es refereix a actes d'assassinat massiu, persecució contra un poble, considerada com el delicte penal per sobre de tots els altres. El terme es va utilitzar per primer cop al preàmbul de la Convenció de la Haia de 1907 i següents, i posteriorment es va utilitzar durant els Judicis de Nuremberg (1945 al 1949), com a acusació per a les accions com l'Holocaust que no violaven un tractat específic però es considerava que exigien un càstig sever.

## Estatut de Roma
Segons té establert l'Estatut de Roma de la Cort Penal Internacional es denomina Crim contra la humanitat a les conductes tipificades com assassinat, extermini, deportació o desplaçament forçós, empresonament, tortura, violació, prostitució forçosa, esterilització forçada, persecució per motius polítics, religiosos, ideològics, racials, ètnics o altres definits expressament, desaparició forçada o qualsevol acte inhumà que causi greus sofriments o atempti contra la salut mental o física de qui els sofreix, sempre que aquestes conductes es cometin com a part d'un atac generalitzat o sistemàtic contra una població civil i amb coneixement d'aquest atac.

## Característiques d'aquests delictes
1. Aquest tipus d'acció no solament es refereix a atacs militars. Pot produir-se tant en temps de guerra com en temps de pau.
2. Es dirigeix contra una població civil.
3. L'atac ha de ser generalitzat o sistemàtic.
4. Han d'haver-se comès amb la conformitat d'una política estatal.
5. Els actes aïllats o comesos a l'atzar no poden ser considerats amb aquesta tipificació.
6. Són imprecriptibles, és a dir, els sospitosos d'haver comès tal tipus de crim poden ser acusats i jutjats en funció del delicte comés qualsevol moment.

## Tipus de delictes
Segons l'Estatut de Roma poden constituir crims contra la humanitat els 11 tipus d'actes següents: 
- Assassinat: homicidi intencionat.
- Extermini: imposició intencional de condicions de vida, entre d'altres, la privació de l'accés a aliments o medicines, encaminades a causar la destrucció de part d'una població.
- Esclavitud: exercici de drets de propietat sobre una persona, inclòs el tràfic de persones, en particular de dones i nens.
- Deportació o trasllat forçós de població: expulsió de persones de la zona on estan presents legítimament sense motius autoritzats pel dret internacional, entenent-se que la deportació suposa creuar fronteres nacionals i que el trasllat forçós, no.
- Empresonament o altra privació greu de la llibertat física en violació de normes fonamentals de dret internacional.
- Tortura: dolor o sofriments greus, físics o mentals, causats intencionadament a una persona que l'acusat tenia sota la seva custòdia o control.
- Violació, esclavitud sexual, prostitució forçosa, embaràs forçat, esterilització forçada o altres abusos sexuals de gravetat comparable: la violació i altres abusos sexuals poden constituir també altres crims de la competència de la Cort Penal Internacional, a l'esdevenir tortura o crim de guerra.
- Persecució d'un grup o col·lectivitat amb identitat pròpia per motius polítics, racials, nacionals, ètnics, culturals, religiosos o de gènere o per altres motius universalment reconeguts com a inacceptables conformement al dret internacional, en connexió amb qualsevol crim comprès en l'Estatut: privació intencionada i greu de drets fonamentals en contra del dret internacional a causa de la identitat d'un grup o col·lectivitat i relacionada amb altre acte que constitueixi un crim contra la humanitat, un crim de guerra o genocidi.
- Desaparició forçada de persones: detenció o segrest de persones per un Estat o una organització política o amb la seva autorització, consentiment o aquiescència, juntament amb la negativa a reconèixer la privació de llibertat o a proporcionar informació sobre la sort que han corregut els «desapareguts» amb la intenció de privar-los de la protecció de la llei durant un llarg període.
- El crim d'apartheid: actes inhumans comeses en el context d'un règim institucionalitzat d'opressió i dominació sistemàtiques d'un grup racial per un altre amb la intenció de mantenir aquest règim.
- Altres actes inhumans de caràcter similar que causin intencionadament grans sofriments o atemptin contra la integritat física o la salut mental o física: actes inhumans de gravetat similar a altres crims contra la humanitat.